# Batalla de Tara (1150)
La Batalla de Tara fue una batalla en la que lucharon Serbia y el Imperio Bizantino. En 1150, el Gran Príncipe serbio Uroš II, un aliado húngaro, convocó a un ejército dirigido por Grdeša, el župan de Travunia y Vucina, contra el Imperio Bizantino. Los bizantinos ganaron la batalla, capturando tanto a Grdeša y Vucina.  Uroš II fue retirado del trono, y sustituido por su hermano Desa , que hasta entonces había servido como el Príncipe de Zahumlje . Se supone que los prisioneros fueron llevados a Sredets (Sofía moderna), pero fueron liberados por 1151, cuando un "GRD" es mencionado como un testimonio de la carta de Desa al Monasterio de Santa María en Mljet.
- Datos: Q4872505